# Otiothops platnicki
Otiothops platnicki är en spindelart som beskrevs av Jörg Wunderlich 1999. Otiothops platnicki ingår i släktet Otiothops och familjen Palpimanidae. Inga underarter finns listade i Catalogue of Life.